# سندی (قوم)

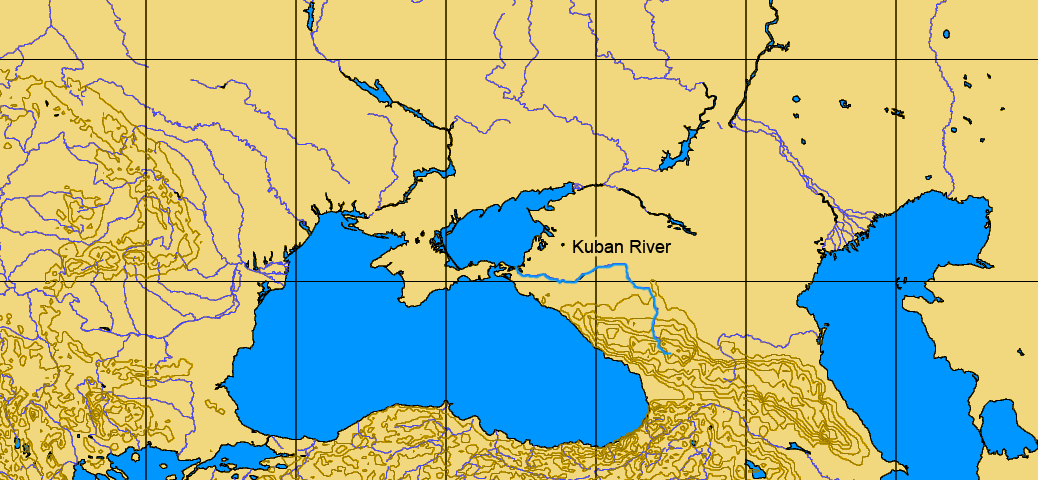
رود کوبان مابین دریاچه خزر و دریای سیاه. منطقهٔ سکونت گروهی از شاخهٔ هندیان آریائی به نام سندی در قفقاز شمالی.

سندی یک گروه از شاخهٔ هندی آریاییان (هندوایرانی) هستند که مدتی در دلتای رود کوبان در قفقاز شمالی نشیمن گزیدند و در متون یونانی به سندی (Sindiai برابر با آریائی Sindya) موسوم گشتند، یعنی مردمی که در کنار یک سند (sendu) یا رودخانه ساکنند که در این مورد مقصود همان رود کوبان بوده است. این نکته و بعضی شواهد باستان‌شناسی و نام‌شناسی و مذهب‌شناسی و زبان‌شناسی برخی دانشمندان اروپائی و آسیائی را بر آن داشته است تا گمان کنند که کل شاخهٔ هندی از طریق قفقاز وارد آسیای غربی و فلات ایران شدند و آنگاه همگی از این حدود رهسپار شبه قاره گشتند.

## زمینهٔ تاریخی
شواهد متعددی گواه بر آنند که شاخهٔ هندی اقوام هندوایرانی که در برخی منابع سندگو نیز نامیده می‌شوند، در اواخر هزارهٔ سوم پیش از میلاد در جناح غربی زیستگاه آریا‌یی (هندوایرانی) می‌زیسته است یعنی در حوضهٔ سفلای ولگا و تا حدی در شمال شرقی قفقاز بطوری که دسته‌های کوچکی از آنان حتی کمی پیش از مهاجرت بزرگ آریائی و پس از آن راه قفقاز به خاورمیانه از جمله به آناتولی و نجد غربی نفود کنند و ابتدا در خدمت هیئت‌های حاکمهٔ قبایل بومی این مناطق درآیند و رفته‌رفته در دین و فرهنگ و زبان آنها کمابیش تأثیر بگذارند و سرانجام در آن قبایل مستهلک شوند. اسامی آریائی شاهان میتانی نشان از نفوذ فرهنگ این شاخهٔ هندی اقوام هندوایرانی دارد.